# (692) Hippodamie
Pour les articles homonymes, voir Hippodamie.
(692) Hippodamie est un astéroïde de la ceinture principale découvert le 5 novembre 1901 par les astronomes allemands Max Wolf et August Kopff.
Il est nommé d'après Hippodamie fille d'Œnomaos, ancêtre d'Agamemnon et épouse de Pélops, héros de la guerre de Troie. Son nom international, (Hippodamia), fut possiblement inspiré des deux lettres HD de sa désignation provisoire, 1901 HD.